# Aleksandr Kokko
Aleksandr Leonidovitš Kokko (Leningrado, 4 giugno 1987) è un ex calciatore finlandese, di ruolo attaccante.

## Carriera

### Club
Dopo quattro anni e mezzo trascorsi al RoPS, nel corso del calciomercato estivo 2016 ha firmato un contratto con la squadra australiana del Newcastle Jets.

### Nazionale
Ha partecipato ai campionati europei Under-21 nel 2009.

## Palmarès

### Club

#### Competizioni nazionali
- Liigacup: 1

Honka: 2010
- Suomen Cup: 1

RoPS: 2013
- Ykkönen: 1

RoPS: 2012

### Individuali
- Capocannoniere della Veikkausliiga: 2

2008 (13 gol), 2015 (17 gol)
- Capocannoniere dell'Ykkönen: 1

2012 (15 reti)